# Carinhall

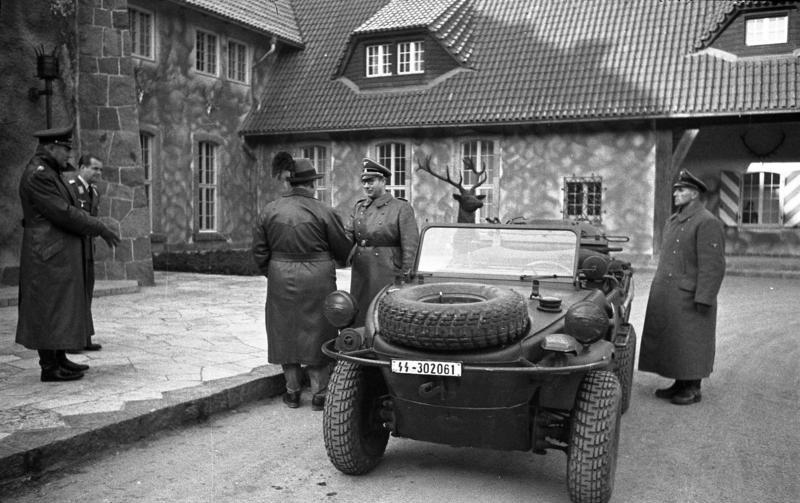
Hermann Göring i oficerowie SS w Carinhall

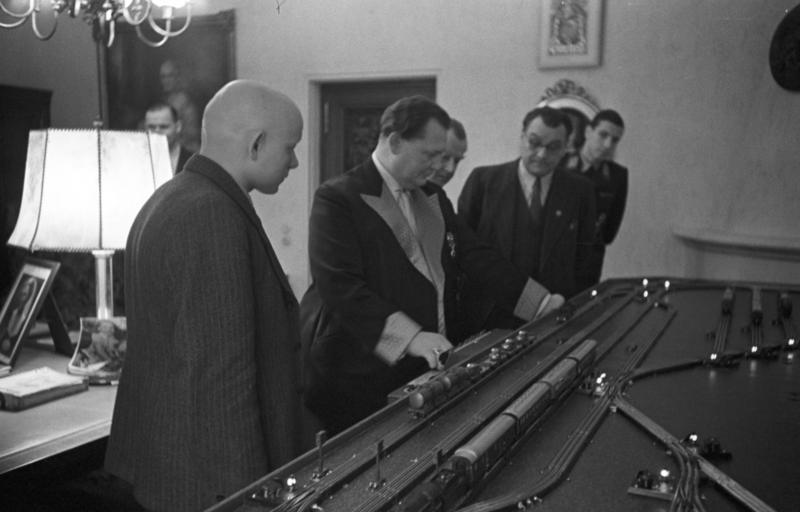
Hermann Göring przy makiecie kolejki w Carinhall, 1943

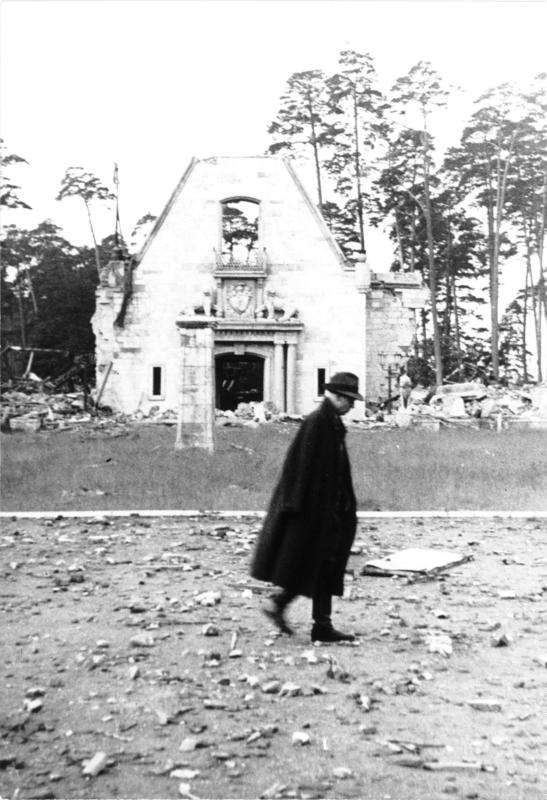
Ruiny, 1947

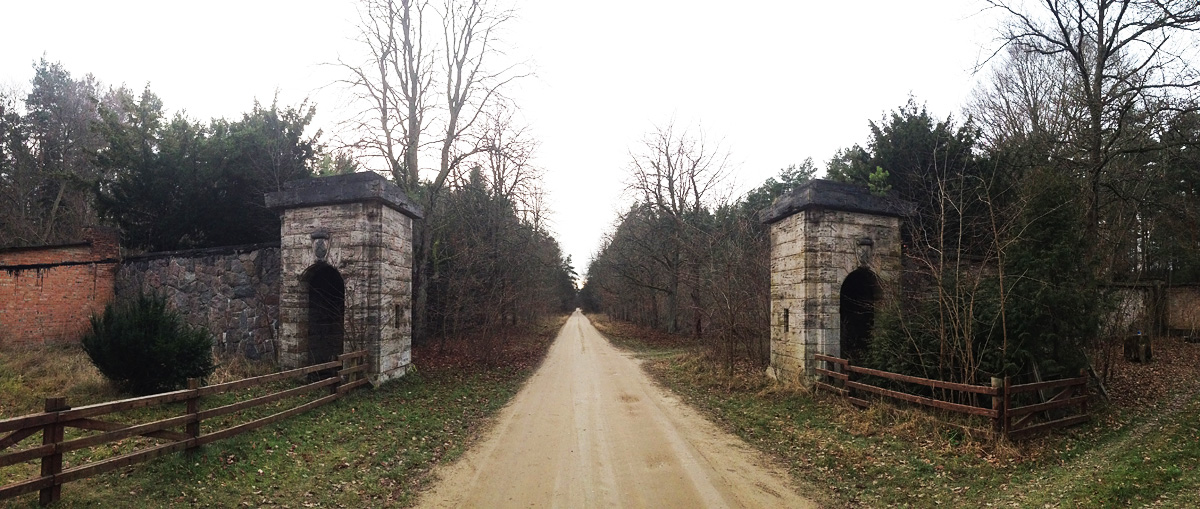
Ocalałe dwie wieże stojące przy bramie wjazdowej

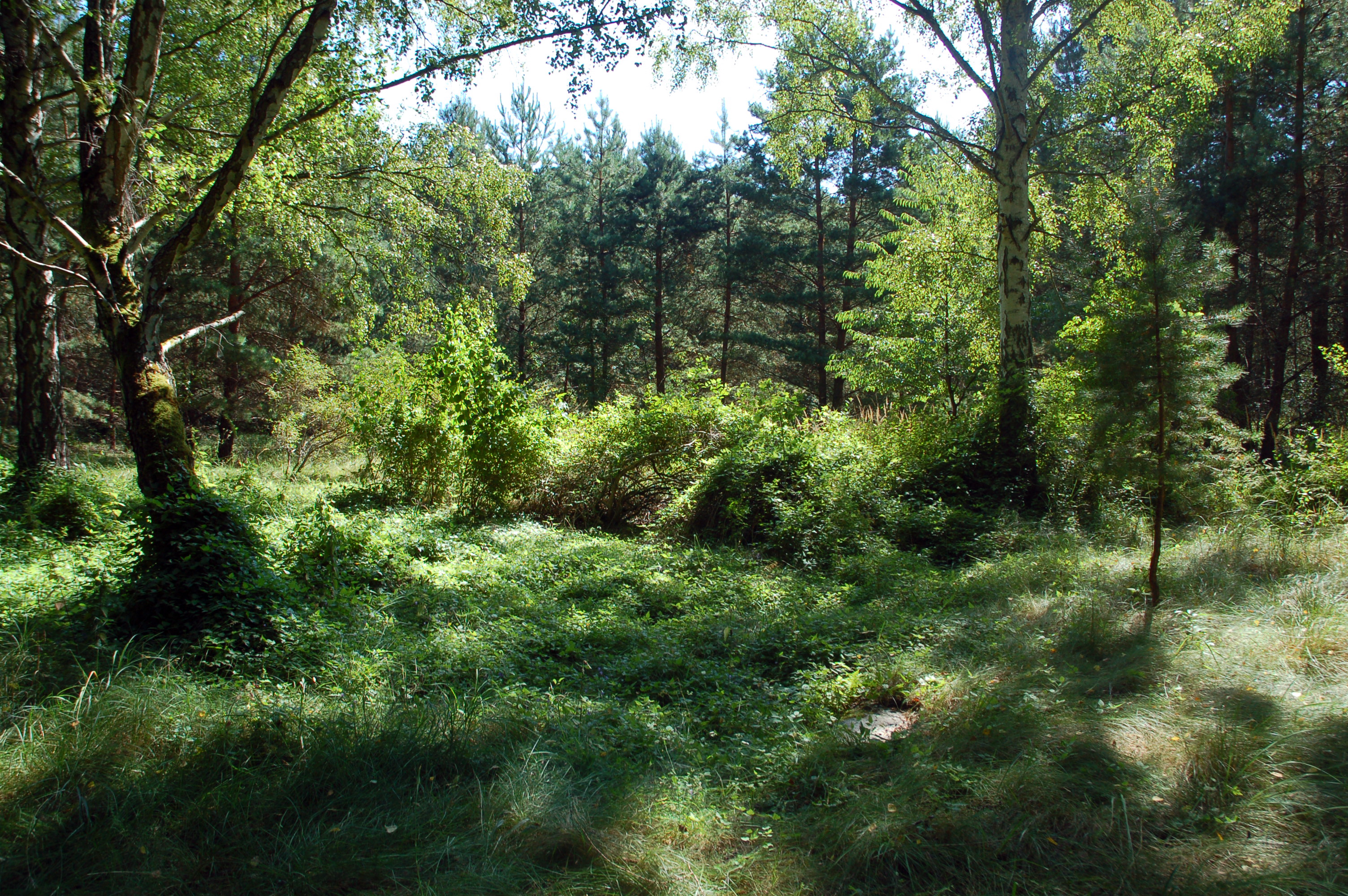
Miejsce po dworku, stan na 2009

Carinhall – dwór, rezydencja marszałka III Rzeszy Hermanna Göringa, położona na północny wschód od Berlina w lasach Schorfheide. Nazwa tej luksusowej budowli wzięła się od imienia pierwszej, przedwcześnie zmarłej żony marszałka – Carin (z domu Fock) oraz Walhalli – według mitologii nordyckiej wspaniałej niebiańskiej sali, miejsca przebywania poległych w chwale wojowników.

## Budowa
Rezydencję zlokalizowano pomiędzy jeziorami Großdöllner See i Wuckersee. Budowę rozpoczęto w 1933 r. od wzniesienia drewnianego domu w stylu szwedzkim. Posiadłość stopniowo rozbudowywano. 19 czerwca 1934 r., w podziemnym mauzoleum wybudowanym nad brzegiem jeziora Wuckersee, złożono sprowadzone ze Szwecji doczesne szczątki pierwszej żony Göringa  Carin.
Kolejny etap budowy rozpoczęty w 1939 roku, prowadziła firma Philipp Holzmann AG według projektów Wernera Marcha, a następnie Friedricha Hetzelta. 
Ostatecznie kompleks osiągnął powierzchnię 11 000 m² i składał się z połączonych ze sobą budynków otaczających wewnętrzne dziedzińce oraz bocznych skrzydeł o długości 72m. Dojazd prowadził od wschodu Aleją Kasztanową  (niem. Kastanienallee)  zaczynającą się przy głównej bramie z wieżyczkami i dwoma budynkami mieszkalnymi dla strażników, a kończącą się podjazdem do głównego wejścia na placu na którym znajdował się posąg jelenia z brązu (niem. Hirschplatz).
Oprócz kolekcji dzieł sztuki w Carinhall znajdowało się wiele prywatnych pokoi, obiektów rekreacyjnych i sportowych, biblioteka, biuro adiutanta, a także centrala telefoniczna i schron przeciwlotniczy. 
Słynący z zamiłowania do luksusu Göring dbał, aby posiadłość wzbudzała podziw. Ogromny basen z podgrzewaną wodą, kręgielnia, zajmująca kilkaset metrów kwadratowych makieta kolejowa z domkami, tunelami i górami – to wszystko miało służyć Göringowi aż do późnych lat starości. To właśnie w rezydencji marszałka zamontowano jedną z pierwszych wówczas produkowanych zmywarek do naczyń firmy AEG. Nie sposób zliczyć też dzieł sztuki (rzeźb, figur i starodruków), które zostały zrabowane, bądź też nabyte przez marszałka w różnych miejscach Europy.

## Koniec
Po śmierci Göringa Carinhall miało być przekształcone na muzeum, które nie tylko uświetniałoby osiągnięcia Tysiącletniej Rzeszy, ale i samego gospodarza tych terenów. Odpowiednie plany opracowywano jeszcze w styczniu 1945 roku. 20 kwietnia 1945 Göring Carinhall opuścił po raz ostatni. 28 kwietnia 1945 roku, w momencie zbliżania się Armii Czerwonej (2 Front Białoruski, 2 Armia Uderzeniowa), Göring nakazał wysadzić budynki w powietrze, oraz ukryć zwłoki Carin w pobliskim lesie. Żołnierze sowieccy, szukając skarbów, odnaleźli i zbezcześcili nowy grób Carin. Ostatecznie, przy pomocy miejscowego leśnika i berlińskiego pastora pochodzącego ze Szwecji, odszukano szczątki i w 1951 r. powróciły do ojczyzny.
W 1999 r. nowe zainteresowanie miejscem wzbudziła książka: Görings Reich: Selbstinszenierungen in Carinhall, w której opisano dzieje tej posiadłości. Powstały obawy, że miejsce stanie się  neonazistowskim sanktuarium. W związku z tym rząd Brandenburgii zlecił rozbiórkę pozostałości grobu żony Göringa.
Obecnie ruiny rezydencji porastają drzewa, pozostawiono tylko dwie wieże, stojące przy bramie wjazdowej, z herbami rodowymi Göringa.

## Inne
W 1939 r. na kilka miesięcy przed wybuchem wojny, Carinhall odwiedził minister spraw zagranicznych II RP Józef Beck. On także był pod wrażeniem okazałości i przepychu wszechobecnych w tym miejscu.